# Daisy Avellana
Pour les articles homonymes, voir Avellana et Hontiveros.
Lourdes Genoveva Dolores "Daisy" Hontiveros-Avellana, née à Roxas City, Capiz, le 26 janvier 1917, morte le 12 mai 2013, est une actrice, écrivaine et metteuse en scène philippine. Elle a notamment contribué au développement de la scène théâtrale aux Philippines.

## Biographie
Daisy Hontiveros-Avellana est née le 26 janvier 1917 à  Roxas City. Elle est la fille aînée, au sein  d'une fratrie de dix enfants, d’un ancien juge de la Cour suprême des Philippines, Jose Hontiveros et de Vicenta Pardo. Elle effectue des études supérieures à la fin des années 1930 à l'université des Philippines et à l'université de Santo Tomas (UST). En 1938, elle épouse Lamberto Avellana, un amour d'enfance.
En 1939, avec son mari, elle fonde le Barangay Theatre Guild. Au fil des ans, cette organisation va jouer un rôle important dans la promotion du théâtre aux Philippines. Les Philippines ne sont pas encore un État indépendant : les Américains s’étaient substitués aux Espagnols à la fin du XIXe siècle, puis les îles des Philippines étaient devenues un commonwealth des États-Unis. Puis les japonais ont occupé le pays de décembre 1941 à 1945, après leur entrée en guerre dans la Seconde Guerre mondiale. Le pouvoir japonais interdit la projection de films étrangers et ferme les productions cinématographiques locales. Quelques groupes de théâtre entreprenants, dont la Barangay Theater Guild, saisissent l'occasion. Elles jouent les salles de cinéma qui sont maintenant vides, permettant le maintien d’une expression artistique, même surveillées, et d’une lueur d’espoir.
Cette activité théâtrale se maintient après la fin de la Seconde Guerre mondiale. Daisy Avellana joue dans différentes pièces de théâtre mais se fait  surtout connaître dans une pièce de théâtre de 1955. Cette pièce, A Portrait of the Artist as Filipino (en), basée sur un livre de Nick Joaquin (Nicomedes Márquez Joaquín, écrivain et journaliste philippin) et adaptée par son auteur pour la scène, est jouée pendant deux ans dans un théâtre d'Intramuros (le quartier le plus ancien de Manille) construit par la Barangay Theatre Guild. Cette production théâtrale marque l’histoire du théâtre aux Philippines. En explorant un conflit familial dans la haute société philippine et en racontant l'histoire des sœurs Marasigan, Candida et Paula, et de leur père, le peintre Don Lorenzo Marasigan, la pièce évoque en arrière-plan, les spécificités culturelles des Philippines, et la rupture provoquée par le passage du monde hispanique au monde anglo-saxon. Pour Anita Gates, critique du New York Times, il s’agit d’une métaphore  du « décès du vieux Manille ». C’est aussi le triomphe d’une société plus matérialiste, marginalisant les langues et cultures autochtones,. La pièce a été écrite et jouée en anglais (elle sera traduite en tagalog ultérieurement). C’est à l’époque un spectacle populaire. Daisy Avellana y joue le personnage  de Candida Marasigan, l’un des plus importants rôles féminins de la pièce.
En 1965, une version cinématographique est réalisée avec presque le même casting. C’est un film en noir et blanc de langue anglaise, portant le même titre. La distribution comprend à nouveau Daisy Hontiveros-Avellana dans le rôle de Candida,.
Daisay Hontiveros-Avellana  a également écrit des pièces de théâtre. Elle a reçu plusieurs prix pour son parcours artistique. En particulier, en 1999, elle a été nommée « Artiste nationale des Philippines » par le Président Joseph Estrada.
Elle meurt en mai 2013 à l'âge de 96 ans.